# Клей (Нью-Йорк)
Клей (англ. Clay) — місто (англ. town) в США, в окрузі Онондага штату Нью-Йорк. Населення — 60 527 осіб (2020).

## Демографія
Згідно з переписом 2010 року, у місті мешкало 58 206 осіб у 23 202 домогосподарствах у складі 15 765 родин. Було 24195 помешкань
Расовий склад населення:
| - 89,9 % — білих - 4,3 % — чорних або афроамериканців - 2,5 % — азіатів - 0,5 % — корінних американців |

До двох чи більше рас належало 2,3 %. Частка іспаномовних становила 2,5 % від усіх жителів.
За віковим діапазоном населення розподілялося таким чином: 23,7 % — особи молодші 18 років, 64,2 % — особи у віці 18—64 років, 12,1 % — особи у віці 65 років та старші. Медіана віку мешканця становила 38,9 року. На 100 осіб жіночої статі у місті припадало 93,9 чоловіків;  на 100 жінок у віці від 18 років та старших — 90,7 чоловіків також старших 18 років.
Середній дохід на одне домашнє господарство  становив 81 627 доларів США (медіана — 69 227), а середній дохід на одну сім'ю — 93 081 долар (медіана — 80 589). Медіана доходів становила 55 261 долар для чоловіків та 45 328 доларів для жінок. За межею бідності перебувало 9,3 % осіб, у тому числі 12,4 % дітей у віці до 18 років та 8,0 % осіб у віці 65 років та старших.
Цивільне працевлаштоване населення становило 31 661 особа. Основні галузі зайнятості: освіта, охорона здоров'я та соціальна допомога — 27,6 %, роздрібна торгівля — 13,7 %, науковці, спеціалісти, менеджери — 10,7 %, мистецтво, розваги та відпочинок — 8,4 %.